# Andreas Ulvo

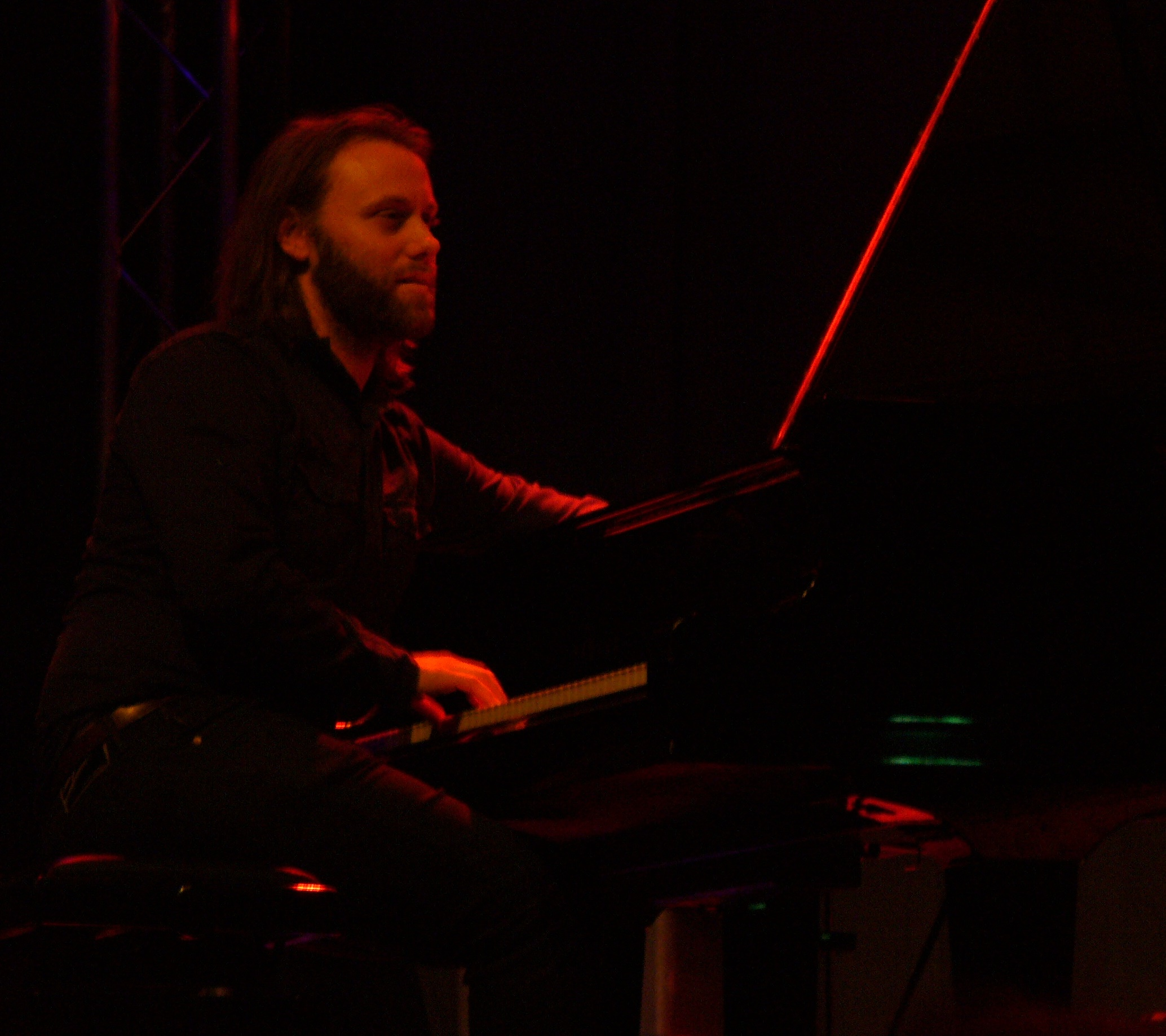
Andreas Ulvo auf dem Vossajazz 2014

Andreas Ulvo (* 22. Juli 1983 in Eidskog) ist ein norwegischer Jazzpianist, Keyboarder und Komponist.
Andreas Ulvo, der aus Eidskog in der Provinz Hedmark stammt, besuchte die Norwegische Musikhochschule in Oslo. Er war 2007/08 Mitglied der Experimentalband Shining, des Eple Trio mit Jonas Howden Sjøvaag und Sigurd Hole, mit dem er ab 2007 drei Alben aufnahm, und des Karl-Seglem-Quartetts (Norskjazz.no, 2009). Ferner arbeitete er mit Frøy Aagre (Cycle of Silence), Solveig Slettahjell, Thom Hell und Mathias Eick, auf dessen ECM-Album Skala (2011) er zu hören ist ebenso wie auf I Concentrate On You (2014). Gemeinsam mit dem Schlagwerker Erland Dahlen, bekannt als Bandmitglied von Nils Petter Molvær und Eivind Aarset, gehört Ulvo zum Ellen Andrea Wang Trio, das 2015 mit Diving sein Debütalbum unter eigenem Namen herausbrachte.
Unter eigenem Namen arbeitete er mit seinem Ulvo Ensemble (dem außerdem Erlend Habbestad und Morten Barrikmo Engebretsen angehören), mit dem er The Sound of Rain Needs No Translation (AIM, 2008) und In the Clearing/In the Cavern (NorCD, 2010) einspielte. Ebenfalls 2010 entstand Ulvos Soloalbum Light and Loneliness; 2012 legte er mit dem Folkensemble Slagr das Album Softspeaker (Atterklang) mit Eigenkompositionen vor.